# Xylopia gilbertii
Xylopia gilbertii är en kirimojaväxtart som beskrevs av Raymond Boutique. Xylopia gilbertii ingår i släktet Xylopia och familjen kirimojaväxter. Inga underarter finns listade i Catalogue of Life.